# Bireun Meunasah Blang
Bireun Meunasah Blang is een bestuurslaag in het regentschap Bireuen van de provincie Atjeh, Indonesië. Bireun Meunasah Blang telt 2738 inwoners (volkstelling 2010).